# 伍德賽德鎮區 (明尼蘇達州奧特泰爾縣)
伍德賽德鎮區（英語：Woodside Township）是位於美國明尼蘇達州奧特泰爾縣的一個行政鎮區。

## 歷史
伍德賽德鎮區於1877年設立。鎮區得名自當地茂密的樹林。

## 地方資料
伍德賽德鎮區的面積為93.80平方千米，皆為陸地。根據2020年美國人口普查的數據，當地共有人口252人，而人口密度為每平方千米2.69人。